# The Penitent
Pour plus de détails, voir Fiche technique et Distribution.
The Penitent est un film italien réalisé par Luca Barbareschi, sorti en 2023.

## Fiche technique
Sauf indication contraire, les informations mentionnées dans cette section peuvent être confirmées par la base de données cinématographiques IMDb,  présente dans la section « Liens externes ».
- Titre original : The Penitent
- Réalisation : Luca Barbareschi
- Scénario : David Mamet
- Costumes : Enrica Barbano
- Photographie : Michele D'Attanasio
- Pays d'origine : Italie
- Format : Couleurs - 2,39:1
- Genre : drame
- Durée : 120 minutes
- Date de sortie :
  - Italie : septembre 2023 (Mostra de Venise 2023)

## Distribution
- Luca Barbareschi :
- Catherine McCormack :
- Adam James : Richard Marlow
- Adrian Lester :

## Distinction

### Sélection
- Mostra de Venise 2023 : hors compétition[1]